# Pokhara (album)
Pour l’article homonyme, voir Pokhara.
Albums de Yannick Noah
Live
(2002) Métisse(s)
(2005)
Singles
1. Si tu savais
Sortie : 18 août 2003
2. Ose
Sortie : 12 janvier 2004
3. Mon Eldorado
Sortie : 21 juin 2004

Pokhara est le cinquième album de Yannick Noah sorti en 2003. Il s'est écoulé à plus de 1 295 000 exemplaires en France.

## Chansons
| No  | Titre                            | Auteur                                | Durée |
| --- | -------------------------------- | ------------------------------------- | ----- |
| 1.  | Si tu savais                     | J.Kapler                              |       |
| 2.  | Ose                              | Jacques Veneruso                      |       |
| 3.  | Laissez-nous essayer             | J.Kapler                              |       |
| 4.  | J'aurais dû comprendre           | J.Kapler                              |       |
| 5.  | Quand ils sont là                | J.Kapler                              |       |
| 6.  | Mon Eldorado (Du Soleil)         | Jacques Veneruso                      |       |
| 7.  | Yé Mama yé                       | A/C Gildas Arzel / Michel Ayme        |       |
| 8.  | Au niveau du sol                 | Erick Benzi                           |       |
| 9.  | C'est là                         | Cyril Tarquiny / Christophe Battaglia |       |
| 10. | Tout le monde                    | J.Kapler                              |       |
| 11. | Chaque matin                     | Gildas Arzel                          |       |
| 12. | Yessaï                           | J.Kapler                              |       |
| 13. | Dans l'eau de la claire fontaine | Georges Brassens                      |       |
|     | C'est pour toi (piste cachée)    |                                       |       |